# Planet Labs
Planet Labs PBC (anteriormente Planet Labs, Inc. e Cosmogia, Inc.) é uma empresa de capital aberto americana com sede em São Francisco, Califórnia. Seu objetivo é obter imagens de satélite da Terra diariamente para monitorar mudanças e identificar tendências.
A empresa projeta e fabrica satélites em miniatura do tipo Triple-CubeSat chamados de Doves que são colocados em órbita como cargas úteis secundárias em outras missões de lançamento de foguetes. Cada Dove está equipada com um telescópio de alta potência e uma câmera programada para capturar diferentes áreas da Terra. Cada satélite de observação da Terra Dove varre continuamente a Terra, enviando dados assim que passa por uma estação terrestre, por meio de um sensor de imagem.
As imagens capturadas por Doves, podem ser acessadas online e algumas delas estão disponíveis sob uma política de acesso de dados abertos. As imagens fornecem informações atualizadas relevantes para monitoramento climático, previsão de colheita, planejamento urbano e resposta a desastres. Com a aquisição da BlackBridge em julho de 2015, a Planet Labs alcançou o número de 87 satélites Dove e 5 satélites RapidEye em órbita. Em 2017, a Planet lançou mais 88 satélites Dove e o Google vendeu sua subsidiária Terra Bella, bem como sua constelação de satélites SkySat para a Planet Labs. Até setembro de 2018, a empresa lançou quase 300 satélites, dos quais 150 estão ativos. Em 2020, a Planet Labs lançou seis SkySats adicionais de alta resolução, SkySats 16 a 21 e 35 satélites Dove.
Por meio de um acordo financiado pela Iniciativa Climática e Florestal da Noruega (NICFI, em inglês), a Planet e seus parceiros Airbus e KSAT estão fornecendo acesso a basemaps de alta resolução de 64 países tropicais para ajudar a combater o desmatamento. Ele também fornece dados para o Quadro de Monitoramento de Ecossistemas (Ferm), da Organização das Nações Unidas para Alimentação e Agricultura.
Com o lançamento de 48 Planet SuperDoves em janeiro de 2021, a empresa chegou a operar uma constelação global de mais de 200 satélites ativos.
Em julho de 2021, a Planet Labs anunciou que planejava se tornar uma empresa de capital aberto e ser listada na Bolsa de Valores de Nova York por meio de uma fusão com a SPAC DMY Technology Group Inc IV. A fusão avaliaria a Planet em US$2,8 bilhões. A combinação de negócios foi concluída em 7 de dezembro de 2021. A Planet registrou-se como uma empresa de benefício público e mudou formalmente seu nome para Planet Labs PBC. As ações começaram a ser negociadas na Bolsa de Valores de Nova York em 8 de dezembro de 2021. Após a fusão, a Planet tinha mais de US$500 milhões em capital e cerca de 190 satélites operacionais em órbita. A empresa esperava levar os próximos anos para conseguir atingir o equilíbrio de fluxo de caixa, financiando suas operações com US$200 milhões dos mencionados US$500 milhões (os US$300 milhões restantes formariam um "caixa estratégico"). No momento da fusão, a empresa tinha mais de 600 clientes (a maioria dos clientes, 90%, sendo assinaturas anuais do serviço de dados da Planet) e gerou US$113 milhões em receita em 2020. No momento da fusão, a Planet pretendia ser lucrativa com base no EBITDA ajustado no início de 2025 e aumentar sua receita anual para quase US$700 milhões no início de 2026.
A Planet Labs tem contratos para fornecer imagens a várias agências do governo dos EUA, incluindo a NOAA, Oak Ridge, NASA e outros. No Brasil, fornece imagens para o programa Brasil Mais, com mais de 200 instituições da administração pública inscritas, sendo uma das principais a Polícia Federal do Brasil.

## História

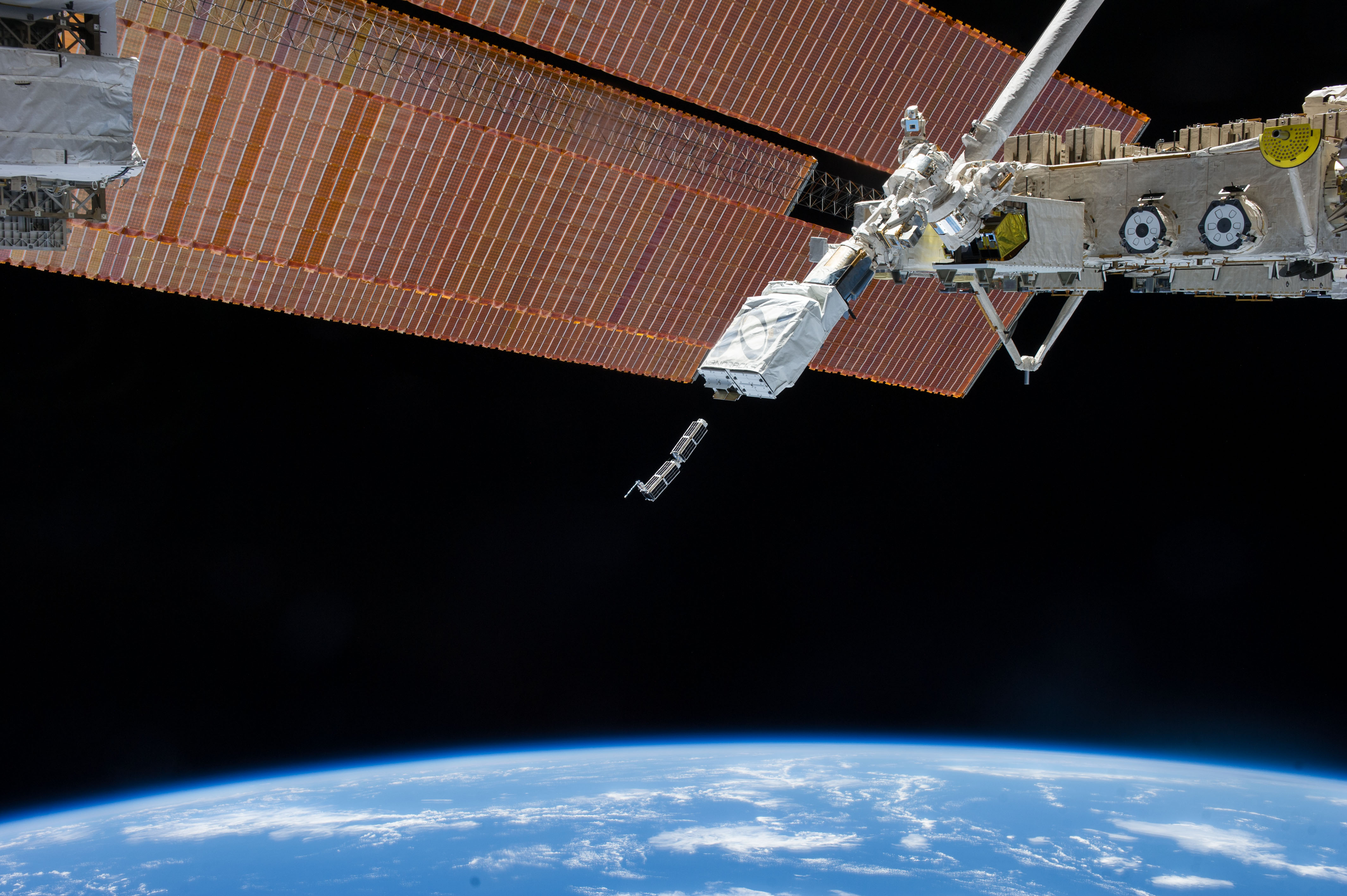
Primeiro par dos 28 satélites Planet Labs lançados da ISS através do NanoRacks CubeSat Deployer (2014)

A Planet Labs foi fundada em 2010 como Cosmogia pelos ex-cientistas da NASA Chris Boshuizen, Will Marshall e Robbie Schingler. O objetivo inicial da empresa era usar as informações coletadas do espaço para ajudar a vida na Terra. O grupo de cientistas considerou que o problema da maioria dos satélites era sua forma grande e desajeitada, levando-os a construir satélites baratos e compactos para serem fabricados em massa, chamados CubeSats. O pequeno grupo começou a construir o primeiro satélite da Planet em uma garagem na Califórnia.
A Planet Labs lançou dois CubeSats de demonstração, Dove 1 e Dove 2, em abril de 2013. Tanto o Dove 1 (a bordo do foguete Antares 110) quanto o Dove 2 (a bordo de um foguete Soyuz) foram colocados em uma órbita heliossíncrona. Os satélites Dove 3 e Dove 4 foram lançados em novembro de 2013.
Em junho de 2013, foram anunciados os planos para a Flock-1, uma constelação de 28 satélites de observação da Terra.
Os 28 CubeSats Flock-1 foram levados a Estação Espacial Internacional em janeiro de 2014 e lançados em órbita por meio do NanoRacks CubeSat Deployer em meados de fevereiro. A empresa planejava lançar um total de 131 satélites até meados de 2015.
Em janeiro de 2015, a empresa conseguiu um financiamento de US$95 milhões. Em maio de 2015, a Planet Labs levantou um total de US$183 milhões em financiamento de capital de risco.
Em julho de 2015, a Planet Labs adquiriu a BlackBridge e sua constelação RapidEye.
Em 18 de abril de 2017, o Google concluiu a venda do Terra Bella e sua constelação de satélites SkySat para a Planet Labs. Como parte da venda, o Google adquiriu uma participação acionária na Planet e firmou um contrato plurianual para comprar os dados de imagem do SkySat.
Em 21 de janeiro de 2018, um CubeSat Dove Pioneer fez parte da carga útil de um foguete Rocket Lab Electron na base de lançamento da Península de Māhia, na Nova Zelândia. Este lançamento foi um marco significativo na exploração espacial, visto que foi o lançamento da primeira espaçonave de entrada orbital de uma empresa nave de propriedade e operada por uma empresa privada.
Em julho de 2018, a Planet dispensou um pouco menos de dez por cento de sua força de trabalho. Em setembro de 2018, a empresa havia lançado um total de 298 satélites, dos quais 150 ainda estavam ativos.
Em 18 de dezembro de 2018, a Planet anunciou que estava em processo de aquisição da empresa de St. Louis, Boundless Spatial, Inc., uma empresa de soluções de software de dados geoespaciais. O portfólio da Boundless ajudará a melhorar os serviços de assinatura de dados e no objetivo de longo prazo da Planet de aumentar a cooperação entre a empresa e o governo dos EUA.
Várias semanas após a aquisição da Boundless, o advogado da Planet afirmou que os executivos da Boundless não divulgaram “informações relativas a contratos relevantes com clientes” e a aquisição foi posteriormente renegociada em mais da metade, de US$40 milhões para US$16 milhões. De acordo com Quartz, os executivos da Boundless não divulgaram detalhes sobre trabalho, ou detalhes sobre trabalho futuro, com o NGA.
Em 3 de julho de 2020, foi mencionado no noticiário que a empresa tinha "mais de 120" satélites ativos "fornecendo cobertura diária de imagens em toda a massa terrestre do mundo".
Em agosto de 2020, a Planet completou sua Constelação SkySat de 21 satélites ao lançar os três últimos SkySats em um foguete SpaceX Falcon 9.
Em maio de 2022, a SES Government Solutions (agora SES Space & Defense ), uma subsidiária da proprietária e operadora de satélites de comunicação, SES, em parceria com a Planet Labs, recebeu um contrato de US$28,96 milhões do Projeto de Serviços de Comunicações da NASA. O contrato foi concedido para fornecer serviços de conectividade em tempo real, sempre ativos e com baixa latência para espaçonaves da NASA em órbita baixa da Terra, para missões de rotina, operações de contingência, lançamento e comunicações na fase inicial de operações, utilizando satélites de banda C em órbita geoestacionária da SES e banda Ka em órbita terrestre média, incluindo a constelação O3b mPOWER.

## Constelações de satélite

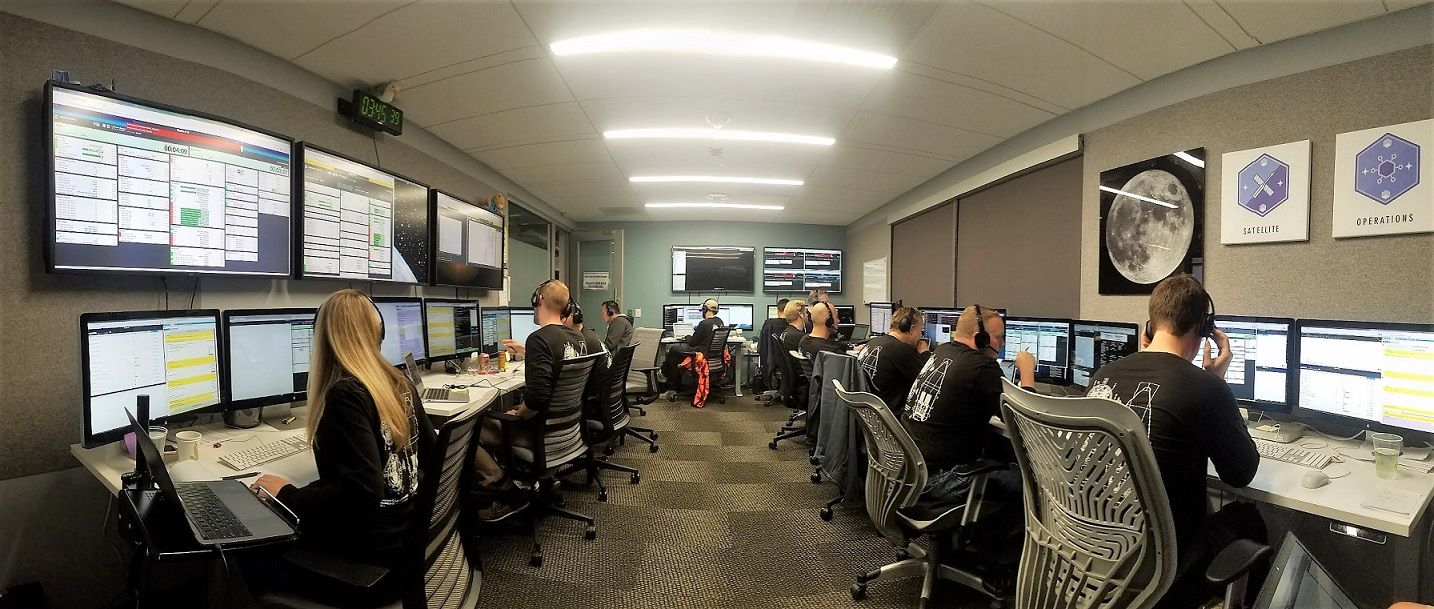
Sala de controle da Planet Labs

A constelação de satélites PlanetScope da Planet foi projetada para observar a Terra. Usando vários pequenos satélites, CubeSats, a constelação produz image ns de três a cinco metros de resolução da Terra. A constelação coleta imagens de latitudes que estão dentro de 52 graus do equador. Uma grande parte das regiões agrícolas e da população do mundo está dentro da área fotografada pela constelação. Inicialmente, a missão utilizou a ISS (Estação Espacial Internacional) e diferentes veículos lançadores para entrar em órbita.

### Dove
Os satélites Dove da Planet são CubeSats que pesam 4 quilogramas (1000 vezes menos que outros satélites de imagens comerciais), 10 por 10 por 30 em comprimento, largura e altura, orbita a uma altura de cerca de 400 quilômetros e fornece imagens com uma resolução de 3 a 5 metros e têm aplicações previstas nas áreas ambientais, humanitárias e de negócios.
- Flock 1c, composto por 11 satélites Dove, foi lançado com sucesso em 19 de junho de 2014, utilizando o foguete Dnepr, estabelecendo um recorde ao colocar em órbita o maior número de satélites em um lançamento até aquele momento - 37 no total.[55]
- Flock 1b, composto por 28 satélites Dove, foram lançados com sucesso para Estação Espacial Internacional (ISS) em 13 de julho de 2014, como parte da missão de carga Cygnus Orb-2.[56] A maioria dos satélites foi implantada em órbita a partir da ISS, exceto 6, que retornaram à Terra com a missão SpaceX CRS-5, 212 dias depois.[57]
- Flock 1d, composto por 26 satélites Dove, estava programado para ser levado à ISS com a missão de carga Cygnus Orb-3, mas devido à explosão do foguete Antares segundos após o lançamento os satélites foram perdidos.[58]
- Flock 1d', composto por 2 satélites Dove, foi lançado com sucesso como substituto do grupo Flock 1d perdido, em 10 de janeiro de 2015, com a missão de carga SpaceX CRS-5,[59] e foram colocados em órbita posteriormente em 3 de março de 2015, por meio da ISS.[57]
- Flock 1e, composto por 14 satélites Dove, foi lançado com sucesso em 14 de abril de 2015, como parte da missão de carga SpaceX CRS-6,[60] e foi colocado em orbitar da ISS entre 13 e 16 de julho de 2015.[57]
- Flock 1f, composto por 8 satélites Dove, estava programado para ser levado à ISS em 28 de junho de 2015, com a missão de carga SpaceX CRS-7, mas foi perdido devido à desintegração do foguete Falcon 9 apenas 139 segundos após o lançamento.[61]
- Flock 2b, composto por 14 satélites Dove, foi lançado com sucesso em 19 de agosto de 2015, como parte da missão de carga HTV-5. A maioria dos satélites do grupo foi implantada da ISS, a partir de 15 de setembro de 2015.[62][57]
- Flock 2e, composto por 12 satélites Dove, foi lançado com sucesso em 6 de dezembro de 2015, com a missão de carga Cygnus OA-4,[63] e foi posto em órbita a partir da ISS entre 17 de maio e 1 de junho de 2016.[57]
- Flock 2e', composto por 20 satélites Dove, foi lançado com sucesso em 23 de março de 2016, com a missão de carga Cygnus OA-6,[64] e colocado em órbita a partir da ISS entre 17 de maio e 14 de setembro de 2016.[57]
- Flock 2p, composto por doze satélites Dove, e o Flock 3p, composto por 88 satélites Dove, foram lançados do Centro Espacial Satish Dhawan, em Sriharikota, na Índia, pela ISRO (Organização Indiana de Pesquisa Espacial) PSLV-C37, em 22 de junho de 2016, e em 15 de fevereiro de 2017, respectivamente.[65] Flock 3p foi a maior frota de satélites já lançada.[66]
- Flock 2k, composto por 48 satélites Dove, foi lançado a uma órbita de 485 km de altitude em 14 de julho de 2017, a bordo do foguete Soyuz-2.1a.[67][68][69]
- Flock 3m, composto por 4 satélites Dove, foi lançado em 31 de outubro de 2017, em um foguete Minotaur C, junto com seis dos satélites SkySat da Planet.[70]
- Flock 3p', composto por 4 satélites Dove, foi lançado na missão PSLV-C40 da ISRO, na Índia, em 12 de janeiro de 2018.[71]
- Um único satélite Dove apelidado de Dove Pioneer foi lançado em 21 de janeiro de 2018, a bordo do primeiro voo bem-sucedido (e o segundo no total) do foguete Electron da Rocket Lab.[72]
- Flock 3r, composto por 16 satélites Dove, foi lançado com sucesso em 29 de novembro de 2018, com a missão PSLV-C43.[73]
- Flock 3s, composto por 3 satélites, foi lançado com sucesso em 3 de dezembro de 2018, para uma órbita a 575 km de altitude, a bordo de um foguete SpaceX Falcon 9, a partir da Base da Força Aérea de Vandenberg, na Califórnia.[74][75]
- Flock 3k, composto por 12 satélites Dove, foi lançado com sucesso em 27 de dezembro de 2018. O grupo foi lançado em um foguete Soyuz a partir do Cosmódromo de Vostochny, na Rússia, em uma órbita heliossíncrona.[76][77]
- Flock 4a, lançado em 1 de abril de 2019, composto por 20 SuperDoves, foi o primeiro grupo a incluir satélites com tecnologia de imagem aprimorada. O grupo foi colocado em órbita heliossíncrona a uma altitude de 504 km, utilizando o foguete PSLV-C45 da ISRO.[78][79]
- Flock 4p, composto por 12 SuperDoves com múltiplas bandas espectrais e outras melhorias, foi lançado às 03h58 (UTC) em 27 de novembro de 2019, pelo foguete PSLV C47, em uma órbita heliossíncrona.[80][81]
- Flock 4e, composto por 5 SuperDoves, estava planejado para ser lançado em uma órbita heliossincrona a 500 km de altitude, a bordo do foguete Electron, em 4 de julho de 2020.[82] No entanto, devido a uma falha durante a queima da segunda fase, as cargas não alcançaram a órbita.[83]
- Flock-4v, composto por 26 SuperDoves, foi lançado com sucesso em 3 de setembro de 2020, com um foguete Vega, como parte da Small Satellites Mission Service Proof of Concept (SSMS PoC)[84]
- Flock 4e’, composto por 9 SuperDoves, foi lançado com sucesso no foguete Electron da Rocket Lab, em 28 de outubro de 2020.[85]
- Flock 4s, composto por 48 SuperDoves, foi lançado com sucesso na missão Transporter-1 da SpaceX. Esse lançamento quebrou recordes, lançando em órbita com sucesso 143 satélites - o maior número já lançado em uma única missão.[86]
- Flock 4x, composto por 44 SuperDoves, foi lançado com sucesso na missão Transporter-3 da SpaceX, em 13 de janeiro de 2022.[87]
- Flock 4y, composto por 36 SuperDoves, foi lançado com sucesso na missão Transporter-6 da SpaceX, em 3 de janeiro de 2023.[88]

### RapidEye
RapidEye foi uma constelação de cinco satélites produzindo imagem com resolução de 5 metros que a Planet adquiriu da empresa alemã BlackBridge.
Os satélites foram construídos pela Surrey Satellite Technology Ltd. (SSTL) de Guildford, subcontratado por MacDonald Dettwiler (MDA) de Richmond, Canadá. Cada satélite foi baseado em uma evolução da plataforma de satélite SSTL-150, medindo menos de 1 metro cúbico e pesando 150 quilogramas (plataforma + carga útil) cada. Eles foram lançados em 29 de agosto de 2008 em um foguete Dnepr do cosmódromo de Baikonur, no Cazaquistão.
Cada um dos cinco satélites do RapidEye continha sensores de imagem multi-espectrais Jena-Optronik Spaceborne Scanner JSS 56 idênticos. Os cinco satélites viajaram no mesmo plano orbital (a uma altitude de 630 km), e juntos foram capazes de coletar mais de 4 milhões de km de imagens com resolução de 5 metros, coloridas de 5 bandas, todos os dias. Eles coletaram dados nos espectros Azul (440-510 nm), Verde (520–590 nm), Vermelho (630–690 nm), Red-Edge (690–730 nm) e Infravermelho Próximo (760–880 nm).
A constelação RapidEye foi oficialmente aposentada em abril de 2020.

### SkySat
SkySat é uma constelação de satélites de observação da Terra com resolução submétrica que fornecem imagens, vídeo de alta definição e serviços analíticos. A Planet adquiriu os satélites com a compra da Terra Bella (anteriormente Skybox Imaging), uma empresa com sede em Mountain View, Califórnia, fundada em 2009 por Dan Berkenstock, Julian Mann, John Fenwick e Ching-Yu Hu, do Google em 2017.
Os satélites SkySat são baseados no conceito CubeSat, usando eletrônica automotiva de baixo custo e processadores rápidos disponíveis comercialmente, mas dimensionados para aproximadamente o tamanho de um frigobar. Os satélites têm aproximadamente 80 centímetros (31 pol) de comprimento, em comparação com aproximadamente 30 centímetros (12 pol) de um CubeSat 3U e pesam 220 quilogramas.
O primeiro satélite SkySat, SkySat-1, foi lançado em um Dnepr (foguete) de Yasny, Rússia em 21 de novembro de 2013, e o segundo, SkySat-2, lançado em um foguete Soyuz-2/Fregat de Baikonur, Cazaquistão em 8 de julho de 2014. Mais quatro unidades SkySat foram lançadas em 16 de setembro de 2016, pelo sétimo voo do foguete Vega de Kourou, e mais seis satélites SkySat, junto com quatro Dove CubeSats, foram lançados em um foguete Minotaur-C da Base Aérea de Vandenberg, em 31 de outubro de 2017.
Em 2020, a Planet baixou sua constelação de 15 SkySats de uma altitude de 500 quilômetros para 450 quilômetros para melhorar a resolução das imagens ortorretificadas de 80 centímetros para 50 centímetros por pixel.
Em 13 de junho de 2020, o foguete Falcon 9 da SpaceX lançou com sucesso os SkySats 16, 17 e 18, juntamente com um lote de seus satélites de comunicação Starlink.
Os SkySats 19, 20 e 21 foram lançados em 18 de agosto de 2020 no foguete Falcon 9 da SpaceX. Isso completou a frota SkySat de 21 satélites de alta resolução.
A constelação SkySat orbita uma altitude de 450 quilômetros (280 mi) e possui sensores multiespectral, pancromático e de vídeo. Tem uma resolução espacial de 0,9 metros em sua banda pancromática de 400-900 nm, tornando-o o menor satélite a ser colocado em órbita capaz de imagens de alta resolução. O sensor multiespectral coleta dados em azul (450–515 nm), verde (515–595 nm), vermelho (605–695 nm) e infravermelho próximo (740–900 nm), todas com resolução de 2 metros.